# أوبري جيبسون
أوبري جيبسون (بالإنجليزية: Aubrey Gibson)‏ هو شخصية أعمال أسترالي، ولد في 4 مايو 1901، وتوفي في 26 مارس 1973.